# Championnat du Japon masculin de volley-ball
Le Championnat du Japon de volley-ball masculin est la compétition nationale majeure. Elle oppose les dix meilleures équipes du pays.

## Historique
La compétition a porté différents noms au fil du temps :
- 1967-68 à 1993-94 : Japan League
- 1994-95 à 2005-06 : V.League
- 2006-07 à 2017-18 : V.Premier League
- 2018-19 à 2023-24 : V.League Division 1
- depuis 2024-25 : SV.League

## Participants (2024-2025)
| Club                       | Ville     | Classement 2023-2024 | Entraîneur       | Salle (capacité)                               | Titres |
| -------------------------- | --------- | -------------------- | ---------------- | ---------------------------------------------- | ------ |
| Suntory Sunbirds           | Osaka     | Champion             | Olivier Lecat    | Gymnase municipal d'Osaka (10 000)             | 10     |
| Osaka Bluteon              | Hirakata  | 2e                   | Laurent Tillie   | Panasonic Arena (2 200)                        | 7      |
| Toray Arrows               | Mishima   | 3e                   | Yuta Abe         | Toray Arena (?)                                | 2      |
| JT Thunders                | Hiroshima | 4e                   | Carlos Weber     | Nekoda Memorial Gymnasium (?)                  | 1      |
| Wolfdog Nagoya             | Inazawa   | 5e                   | Valerio Baldovin | Toyoda Gosei Memorial Gymnasium Entrio (3 500) | 2      |
| Nippon Steel Sakai Blazers | Sakai     | 6e                   | Takeshi Kitajima | Ohama Daishin Arena (3 000)                    | 17     |
| Tokyo Great Bears          | Tokyo     | 7e                   | Kasper Vuorinen  | 2d gymnase olympique de Yoyogi (2 811)         | 0      |
| JTEKT Stings               | Kariya    | 8e                   | Michał Gogol     | JTEKT Arena Nara (4 380)                       | 1      |
| Voreas Hokkaidō            | Asahikawa | 9e                   | Edo Klein        | Gymnase municipal d'Asahikawa (1 494)          | 0      |
| Nagano Tridents            | Takamori  | 10e                  | Shinji Kawamura  | Gymnase municipal de Matsumoto (6 000)         | 0      |

## Palmarès
| Année | Champion                    | Finaliste              | Troisième                   |
| ----- | --------------------------- | ---------------------- | --------------------------- |
| 1968  | Yahata Steel Sakai          | Matsushita Electric    | Nihon Koukan                |
| 1969  | Nihon Koukan Fukuyama       | Matsushita Electric    | Monopoly Hiroshima          |
| 1970  | Nihon Koukan Fukuyama       | Matsushita Electric    | Monopoly Hiroshima          |
| 1971  | Nihon Koukan Fukuyama       | Matsushita Electric    | Fujifilm                    |
| 1972  | Matsushita Electric         | Nihon Koukan           | Fujifilm                    |
| 1973  | Nihon Koukan Fukuyama       | Matsushita Electric    | Fujifilm                    |
| 1974  | Shin-Nihon Steel Sakai      | Monopoly Hiroshima     |                             |
| 1975  | Shin-Nihon Steel Sakai      |                        |                             |
| 1976  | Shin-Nihon Steel Sakai      |                        |                             |
| 1977  | Shin-Nihon Steel Sakai      |                        |                             |
| 1978  | Nihon Koukan Fukuyama       |                        |                             |
| 1979  | Shin-Nihon Steel Sakai      | Monopoly Hiroshima     |                             |
| 1980  | Shin-Nihon Steel Sakai      |                        |                             |
| 1981  | Shin-Nihon Steel Sakai      |                        |                             |
| 1982  | Fuji Photo Film Sendai      |                        |                             |
| 1983  | Shin-Nihon Steel Sakai      |                        |                             |
| 1984  | Fuji Photo Film Sendai      |                        |                             |
| 1985  | Fuji Photo Film Sendai      | Suntory Osaka          |                             |
| 1986  | Fuji Photo Film Sendai      |                        |                             |
| 1987  | Fuji Photo Film Sendai      |                        |                             |
| 1988  | Fuji Photo Film Sendai      |                        |                             |
| 1989  | Shin-Nihon Steel Sakai      |                        |                             |
| 1990  | Shin-Nihon Steel Sakai      |                        |                             |
| 1991  | Shin-Nihon Steel Sakai      | Suntory Osaka          |                             |
| 1992  | NEC Fuchu                   |                        |                             |
| 1993  | Fuji Photo Film Sendai      |                        |                             |
| 1994  | NEC Blue Rockets Fuchu      |                        |                             |
| 1995  | Suntory Sunbirds Osaka      |                        |                             |
| 1996  | NEC Blue Rockets Fuchu      |                        |                             |
| 1997  | Sakai Blazers Osaka         | JT Thunders            |                             |
| 1998  | Sakai Blazers Osaka         |                        |                             |
| 1999  | NEC Blue Rockets Fuchu      | Toray Arrows Mishima   |                             |
| 2000  | Suntory Sunbirds Osaka      | Toray Arrows Mishima   |                             |
| 2001  | Suntory Sunbirds Osaka      | JT Thunders            |                             |
| 2002  | Suntory Sunbirds Osaka      | Toray Arrows Mishima   |                             |
| 2003  | Suntory Sunbirds Osaka      | JT Thunders            |                             |
| 2004  | Suntory Sunbirds Osaka      | JT Thunders            |                             |
| 2005  | Toray Arrows Mishima        | NEC Blue Rockets       |                             |
| 2006  | Sakai Blazers Osaka         | Suntory Sunbirds Osaka |                             |
| 2007  | Suntory Sunbirds Osaka      | Toray Arrows Mishima   | Panasonic Panthers Hirakata |
| 2008  | Panasonic Panthers Hirakata | Toray Arrows Mishima   | Suntory Sunbirds Osaka      |
| 2009  | Toray Arrows Mishima        | Sakai Blazers Osaka    | Panasonic Panthers Hirakata |
| 2010  | Panasonic Panthers Hirakata | Sakai Blazers Osaka    | Toray Arrows Mishima        |
| 2011  | Sakai Blazers Osaka         | Suntory Sunbirds Osaka | Toray Arrows Mishima        |
| 2012  | Panasonic Panthers Hirakata | Toray Arrows Mishima   | Suntory Sunbirds Osaka      |
| 2013  | Sakai Blazers               | Panasonic Panthers     | Toray Arrows                |
| 2014  | Panasonic Panthers          | JT Thunders            | Sakai Blazers               |
| 2015  | JT Thunders                 | Suntory Sunbirds       | Toyoda Trefuerza            |
| 2016  | Toyoda Trefuerza            | Panasonic Panthers     | Toray Arrows                |
| 2017  | Toray Arrows                | Toyoda Trefuerza       | JTEKT Stings                |
| 2018  | Panasonic Panthers          | Toyoda Trefuerza       | JT Thunders                 |
| 2019  | Panasonic Panthers          | JT Thunders            | Toray Arrows                |
| 2020  | JTEKT Stings                | Panasonic Panthers     | Suntory Sunbirds            |
| 2021  | Suntory Sunbirds            | Panasonic Panthers     | WolfDogs Nagoya             |
| 2022  | Suntory Sunbirds            | WolfDogs Nagoya        | Panasonic Panthers          |
| 2023  | WolfDogs Nagoya             | Suntory Sunbirds       | Panasonic Panthers          |
| 2024  | Suntory Sunbirds            | Panasonic Panthers     | Toray Arrows                |